# Olympische Jugend-Winterspiele 2020/Teilnehmer (Argentinien)
| Gelbes Symbol für Goldmedaillen mit stilisierten Olympischen Ringen | Graues Symbol für Silbermedaillen mit stilisierten Olympischen Ringen | Braundes Symbol für Bronzemedaillen mit stilisierten Olympischen Ringen |
| ------------------------------------------------------------------- | --------------------------------------------------------------------- | ----------------------------------------------------------------------- |
| —                                                                   | —                                                                     | —                                                                       |

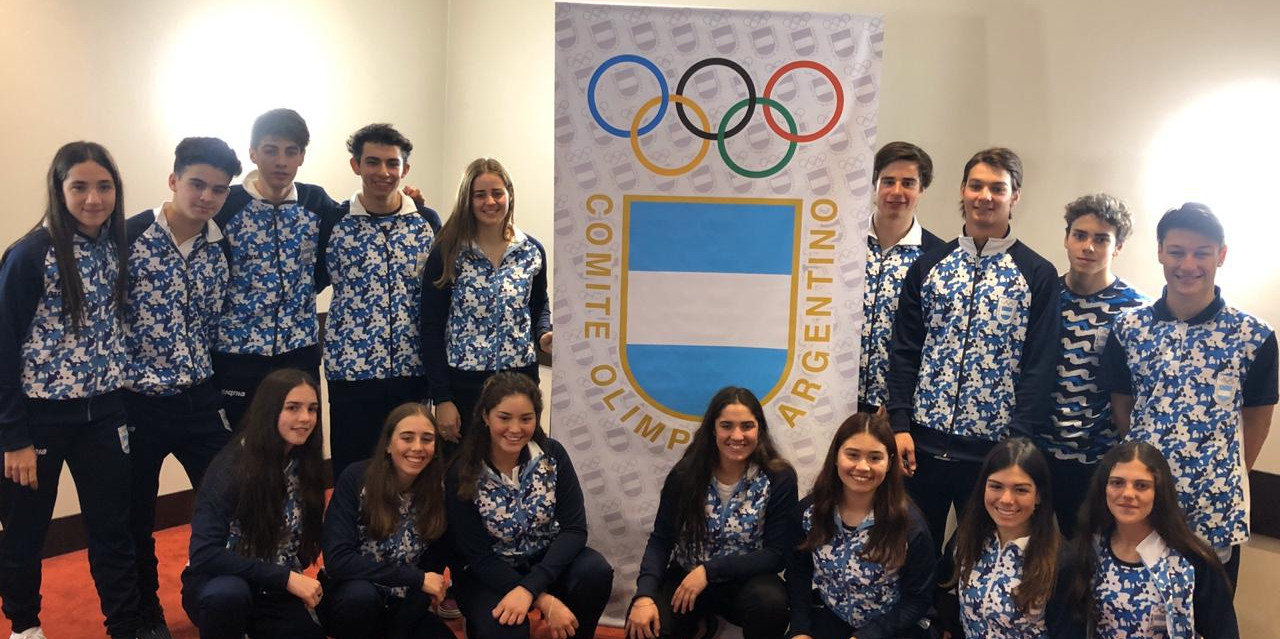
Athleten vor dem Start der Spiele

Argentinien nahm an den Olympischen Jugend-Winterspielen 2020 in Lausanne mit 16 Athleten (9 Mädchen und 7 Jungen) in vier Sportarten teil.

## Teilnehmer nach Sportarten

### Eishockey
3×3 Turnier
Im 3×3 Eishockey spielten die Athleten in gemischten Mannschaften.
| Mannschaft     | Athleten | Vorrunde       | Vorrunde  | Halbfinale    | Halbfinale    | Finale/Spiel um Bronze        | Finale/Spiel um Bronze | Rang |
| Mannschaft     | Athleten | Gegner         | Ergebnis  | Gegner        | Ergebnis      | Gegner                        | Ergebnis               | Rang |
| -------------- | --- | -------------- | --------- | ------------- | ------------- | ----------------------------- | ---------------------- | ---- |
| Jungen         | |                |           |               |               |                               |                        |      |
| _ Team Schwarz | Ruben Esposito Lukas Floriantschitz Kerem Alsan Jaroslaw Labutkin Yu Jiacong Corné van Stuijvenberg Wataru Suzuki Adam Sýkora Dominik Pavlata Linas Dėdinas Daniil Karpowitsch Kalle Varis Matthias Rindone | _ Team Braun   | 7:6       | _ Team Grün   | 3:7           | Spiel um Bronze: _ Team Braun | 5:6                    | 4    |
| _ Team Schwarz | Ruben Esposito Lukas Floriantschitz Kerem Alsan Jaroslaw Labutkin Yu Jiacong Corné van Stuijvenberg Wataru Suzuki Adam Sýkora Dominik Pavlata Linas Dėdinas Daniil Karpowitsch Kalle Varis Matthias Rindone | _ Team Rot     | 5:4       | _ Team Grün   | 3:7           | Spiel um Bronze: _ Team Braun | 5:6                    | 4    |
| _ Team Schwarz | Ruben Esposito Lukas Floriantschitz Kerem Alsan Jaroslaw Labutkin Yu Jiacong Corné van Stuijvenberg Wataru Suzuki Adam Sýkora Dominik Pavlata Linas Dėdinas Daniil Karpowitsch Kalle Varis Matthias Rindone | _ Team Blau    | 4:8       | _ Team Grün   | 3:7           | Spiel um Bronze: _ Team Braun | 5:6                    | 4    |
| _ Team Schwarz | Ruben Esposito Lukas Floriantschitz Kerem Alsan Jaroslaw Labutkin Yu Jiacong Corné van Stuijvenberg Wataru Suzuki Adam Sýkora Dominik Pavlata Linas Dėdinas Daniil Karpowitsch Kalle Varis Matthias Rindone | _ Team Gelb    | 7:2       | _ Team Grün   | 3:7           | Spiel um Bronze: _ Team Braun | 5:6                    | 4    |
| _ Team Schwarz | Ruben Esposito Lukas Floriantschitz Kerem Alsan Jaroslaw Labutkin Yu Jiacong Corné van Stuijvenberg Wataru Suzuki Adam Sýkora Dominik Pavlata Linas Dėdinas Daniil Karpowitsch Kalle Varis Matthias Rindone | _ Team Orange  | 8:14      | _ Team Grün   | 3:7           | Spiel um Bronze: _ Team Braun | 5:6                    | 4    |
| _ Team Schwarz | Ruben Esposito Lukas Floriantschitz Kerem Alsan Jaroslaw Labutkin Yu Jiacong Corné van Stuijvenberg Wataru Suzuki Adam Sýkora Dominik Pavlata Linas Dėdinas Daniil Karpowitsch Kalle Varis Matthias Rindone | _ Team Grau    | 16:8      | _ Team Grün   | 3:7           | Spiel um Bronze: _ Team Braun | 5:6                    | 4    |
| _ Team Schwarz | Ruben Esposito Lukas Floriantschitz Kerem Alsan Jaroslaw Labutkin Yu Jiacong Corné van Stuijvenberg Wataru Suzuki Adam Sýkora Dominik Pavlata Linas Dėdinas Daniil Karpowitsch Kalle Varis Matthias Rindone | _ Team Grün    | 6:4       | _ Team Grün   | 3:7           | Spiel um Bronze: _ Team Braun | 5:6                    | 4    |
| Mädchen        | |                |           |               |               |                               |                        |      |
| _ Team Grün    | Melanie Hernández Annie Sommer Huang Chun-lin Delfina Fattore Chanel Hofverberg Emma Donovalová Agata Muraro Ruka Kiyokawa Jessie Taylor Lisa Schröfl Kang Si-hyun Barbora Dalecká Fruzsina Szabó           | _ Team Gelb    | 10:5      | ausgeschieden | ausgeschieden | ausgeschieden                 | ausgeschieden          | 5    |
| _ Team Grün    | Melanie Hernández Annie Sommer Huang Chun-lin Delfina Fattore Chanel Hofverberg Emma Donovalová Agata Muraro Ruka Kiyokawa Jessie Taylor Lisa Schröfl Kang Si-hyun Barbora Dalecká Fruzsina Szabó           | _ Team Braun   | 8:6       | ausgeschieden | ausgeschieden | ausgeschieden                 | ausgeschieden          | 5    |
| _ Team Grün    | Melanie Hernández Annie Sommer Huang Chun-lin Delfina Fattore Chanel Hofverberg Emma Donovalová Agata Muraro Ruka Kiyokawa Jessie Taylor Lisa Schröfl Kang Si-hyun Barbora Dalecká Fruzsina Szabó           | _ Team Rot     | 9:8 n. V. | ausgeschieden | ausgeschieden | ausgeschieden                 | ausgeschieden          | 5    |
| _ Team Grün    | Melanie Hernández Annie Sommer Huang Chun-lin Delfina Fattore Chanel Hofverberg Emma Donovalová Agata Muraro Ruka Kiyokawa Jessie Taylor Lisa Schröfl Kang Si-hyun Barbora Dalecká Fruzsina Szabó           | _ Team Blau    | 11:6      | ausgeschieden | ausgeschieden | ausgeschieden                 | ausgeschieden          | 5    |
| _ Team Grün    | Melanie Hernández Annie Sommer Huang Chun-lin Delfina Fattore Chanel Hofverberg Emma Donovalová Agata Muraro Ruka Kiyokawa Jessie Taylor Lisa Schröfl Kang Si-hyun Barbora Dalecká Fruzsina Szabó           | _ Team Grau    | 14:6      | ausgeschieden | ausgeschieden | ausgeschieden                 | ausgeschieden          | 5    |
| _ Team Grün    | Melanie Hernández Annie Sommer Huang Chun-lin Delfina Fattore Chanel Hofverberg Emma Donovalová Agata Muraro Ruka Kiyokawa Jessie Taylor Lisa Schröfl Kang Si-hyun Barbora Dalecká Fruzsina Szabó           | _ Team Orange  | 8:6       | ausgeschieden | ausgeschieden | ausgeschieden                 | ausgeschieden          | 5    |
| _ Team Grün    | Melanie Hernández Annie Sommer Huang Chun-lin Delfina Fattore Chanel Hofverberg Emma Donovalová Agata Muraro Ruka Kiyokawa Jessie Taylor Lisa Schröfl Kang Si-hyun Barbora Dalecká Fruzsina Szabó           | _ Team Schwarz | 4:6       | ausgeschieden | ausgeschieden | ausgeschieden                 | ausgeschieden          | 5    |
| _ Team Rot     | Sonia David Valeria Ansoleaga Kao Wei-ting Nie Xinrui Abby Rowbotham Zoé Mächler Mila Lutteral Barbora Kapičáková Alina Itschajewa Bea Storesund Andrea Trnková Felicity Luby Anita Origlio                 | _ Team Orange  | 6:8       | ausgeschieden | ausgeschieden | ausgeschieden                 | ausgeschieden          | 7    |
| _ Team Rot     | Sonia David Valeria Ansoleaga Kao Wei-ting Nie Xinrui Abby Rowbotham Zoé Mächler Mila Lutteral Barbora Kapičáková Alina Itschajewa Bea Storesund Andrea Trnková Felicity Luby Anita Origlio                 | _ Team Schwarz | 12:9      | ausgeschieden | ausgeschieden | ausgeschieden                 | ausgeschieden          | 7    |
| _ Team Rot     | Sonia David Valeria Ansoleaga Kao Wei-ting Nie Xinrui Abby Rowbotham Zoé Mächler Mila Lutteral Barbora Kapičáková Alina Itschajewa Bea Storesund Andrea Trnková Felicity Luby Anita Origlio                 | _ Team Grün    | 9:8 n. V. | ausgeschieden | ausgeschieden | ausgeschieden                 | ausgeschieden          | 7    |
| _ Team Rot     | Sonia David Valeria Ansoleaga Kao Wei-ting Nie Xinrui Abby Rowbotham Zoé Mächler Mila Lutteral Barbora Kapičáková Alina Itschajewa Bea Storesund Andrea Trnková Felicity Luby Anita Origlio                 | _ Team Grau    | 9:13      | ausgeschieden | ausgeschieden | ausgeschieden                 | ausgeschieden          | 7    |
| _ Team Rot     | Sonia David Valeria Ansoleaga Kao Wei-ting Nie Xinrui Abby Rowbotham Zoé Mächler Mila Lutteral Barbora Kapičáková Alina Itschajewa Bea Storesund Andrea Trnková Felicity Luby Anita Origlio                 | _ Team Braun   | 11:5      | ausgeschieden | ausgeschieden | ausgeschieden                 | ausgeschieden          | 7    |
| _ Team Rot     | Sonia David Valeria Ansoleaga Kao Wei-ting Nie Xinrui Abby Rowbotham Zoé Mächler Mila Lutteral Barbora Kapičáková Alina Itschajewa Bea Storesund Andrea Trnková Felicity Luby Anita Origlio                 | _ Team Gelb    | 15:13     | ausgeschieden | ausgeschieden | ausgeschieden                 | ausgeschieden          | 7    |
| _ Team Rot     | Sonia David Valeria Ansoleaga Kao Wei-ting Nie Xinrui Abby Rowbotham Zoé Mächler Mila Lutteral Barbora Kapičáková Alina Itschajewa Bea Storesund Andrea Trnková Felicity Luby Anita Origlio                 | _ Team Blau    | 18:11     | ausgeschieden | ausgeschieden | ausgeschieden                 | ausgeschieden          | 7    |

### Ski Alpin
| Athleten                 | Wettbewerbe  | 1. Lauf     | 1. Lauf | 2. Lauf     | 2. Lauf | Gesamt      | Gesamt |
| Athleten                 | Wettbewerbe  | Zeit        | Rang    | Zeit        | Rang    | Zeit        | Rang   |
| ------------------------ | ------------ | ----------- | ------- | ----------- | ------- | ----------- | ------ |
| Jungen                   |              |             |         |             |         |             |        |
| Bautista Alarcón         | Riesenslalom | 1:09,49 min | 37      | DNF         | DNF     | DNF         | DNF    |
| Bautista Alarcón         | Slalom       | 39,00 s     | 20      | DNF         | DNF     | DNF         | DNF    |
| Bautista Alarcón         | Super-G      | –           | –       | –           | –       | 57,30 s     | 32     |
| Bautista Alarcón         | Kombination  | 57,30 s     | 32      | DNF         | DNF     | DNF         | DNF    |
| Tiziano Gravier          | Riesenslalom | 1:04,61 min | 6       | 1:07,64 min | 25      | 2:12,25 min | 19     |
| Tiziano Gravier          | Slalom       | 39,20 s     | 23      | 41,43 s     | 17      | 1:20,60 min | 15     |
| Tiziano Gravier          | Super-G      | –           | –       | –           | –       | 55,07 s     | 7      |
| Tiziano Gravier          | Kombination  | 55,07 s     | 7       | DNF         | DNF     | DNF         | DNF    |
| Mädchen                  |              |             |         |             |         |             |        |
| Esperanza Pereyra Iraola | Riesenslalom | DNF         | DNF     | DNF         | DNF     | DNF         | DNF    |
| Esperanza Pereyra Iraola | Slalom       | 50,70 s     | 31      | 49,03 s     | 26      | 1:39,73 min | 26     |
| Esperanza Pereyra Iraola | Super-G      | –           | –       | –           | –       | 1:00,85 min | 35     |
| Esperanza Pereyra Iraola | Kombination  | 1:00,85 min | 35      | 41,50 s     | 27      | 1:42,35 min | 26     |
| Sofía Saint Antonin      | Riesenslalom | 1:10,70 min | 35      | 1:09,63 min | 28      | 2:20,33 min | 27     |
| Sofía Saint Antonin      | Slalom       | DNF         | DNF     | DNF         | DNF     | DNF         | DNF    |
| Sofía Saint Antonin      | Super-G      | –           | –       | –           | –       | 1:01,32 min | 38     |
| Sofía Saint Antonin      | Kombination  | 1:01,32 min | 38      | 41,55 s     | 28      | 1:42,87 min | 27     |

| Athleten                            | Wettbewerbe    | Achtelfinale       | Achtelfinale | Viertelfinale | Viertelfinale | Halbfinale    | Halbfinale    | Finale/Platz 3 | Finale/Platz 3 | Rang |
| Athleten                            | Wettbewerbe    | Gegner             | Ergebnis     | Gegner        | Ergebnis      | Gegner        | Ergebnis      | Gegner         | Ergebnis       | Rang |
| ----------------------------------- | -------------- | ------------------ | ------------ | ------------- | ------------- | ------------- | ------------- | -------------- | -------------- | ---- |
| Mixed                               |                |                    |              |               |               |               |               |                |                |      |
| Sofía Saint Antonin Tiziano Gravier | Teamwettbewerb | Vereinigte Staaten | 1:3          | ausgeschieden | ausgeschieden | ausgeschieden | ausgeschieden | ausgeschieden  | ausgeschieden  | 11   |

### Skilanglauf
| Athleten           | Wettbewerbe     | Qualifikation | Qualifikation | Viertelfinale | Viertelfinale | Halbfinale    | Halbfinale    | Finale        | Finale        | Rang |
| Athleten           | Wettbewerbe     | Zeit          | Rang          | Zeit          | Rang          | Zeit          | Rang          | Zeit          | Rang          | Rang |
| ------------------ | --------------- | ------------- | ------------- | ------------- | ------------- | ------------- | ------------- | ------------- | ------------- | ---- |
| Jungen             |                 |               |               |               |               |               |               |               |               |      |
| Pedro Cotaro       | 10 km klassisch | –             | –             | –             | –             | –             | –             | 36:20,1 min   | 75            | 75   |
| Pedro Cotaro       | Sprint Freistil | 4:09,75 min   | 76            | ausgeschieden | ausgeschieden | ausgeschieden | ausgeschieden | ausgeschieden | ausgeschieden | 76   |
| Pedro Cotaro       | Langlauf-Cross  | 5:21,90 min   | 75            | ausgeschieden | ausgeschieden | ausgeschieden | ausgeschieden | ausgeschieden | ausgeschieden | 75   |
| Mateo Sauma        | 10 km klassisch | –             | –             | –             | –             | –             | –             | 32:48,7 min   | 66            | 66   |
| Mateo Sauma        | Sprint Freistil | 3:54,39 min   | 72            | ausgeschieden | ausgeschieden | ausgeschieden | ausgeschieden | ausgeschieden | ausgeschieden | 72   |
| Mateo Sauma        | Langlauf-Cross  | 5:04,46 min   | 66            | ausgeschieden | ausgeschieden | ausgeschieden | ausgeschieden | ausgeschieden | ausgeschieden | 66   |
| Mädchen            |                 |               |               |               |               |               |               |               |               |      |
| Agustina Groetzner | 5 km klassisch  | –             | –             | –             | –             | –             | –             | 17:33,5 min   | 54            | 54   |
| Agustina Groetzner | Sprint Freistil | 3:19,38 min   | 61            | ausgeschieden | ausgeschieden | ausgeschieden | ausgeschieden | ausgeschieden | ausgeschieden | 61   |
| Agustina Groetzner | Langlauf-Cross  | 5:39,95 min   | 46            | ausgeschieden | ausgeschieden | ausgeschieden | ausgeschieden | ausgeschieden | ausgeschieden | 46   |
| Zoe Ojeda          | 5 km klassisch  | –             | –             | –             | –             | –             | –             | 19:13.6       | 57            | 57   |
| Zoe Ojeda          | Sprint Freistil | 3:39,41 min   | 76            | ausgeschieden | ausgeschieden | ausgeschieden | ausgeschieden | ausgeschieden | ausgeschieden | 76   |
| Zoe Ojeda          | Langlauf-Cross  | 6:02,20 min   | 59            | ausgeschieden | ausgeschieden | ausgeschieden | ausgeschieden | ausgeschieden | ausgeschieden | 59   |

### Snowboard
| Athleten        | Wettbewerbe | Qualifikation | Qualifikation | Finale        | Finale        | Rang |
| Athleten        | Wettbewerbe | Punkte        | Rang          | Punkte        | Rang          | Rang |
| --------------- | ----------- | ------------- | ------------- | ------------- | ------------- | ---- |
| Jungen          |             |               |               |               |               |      |
| Valentín Moreno | Big Air     | 41,25         | 16            | ausgeschieden | ausgeschieden | 16   |
| Valentín Moreno | Slopestyle  | 12,33         | 20            | ausgeschieden | ausgeschieden | 20   |
| Valentín Moreno | Halfpipe    | 34,33         | 16            | ausgeschieden | ausgeschieden | 16   |
| Mädchen         |             |               |               |               |               |      |
| Morena Poggi    | Big Air     | 40,33         | 12            | 52,25         | 9             | 9    |
| Morena Poggi    | Slopestyle  | 19,00         | 17            | ausgeschieden | ausgeschieden | 17   |
| María Chávez    | Big Air     | 20,66         | 16            | ausgeschieden | ausgeschieden | 16   |
| María Chávez    | Halfpipe    | 33,66         | 12            | ausgeschieden | ausgeschieden | 12   |

| Athleten                                                           | Wettbewerbe                        | Vorrunde | Viertelfinale | Halbfinale    | Finale        | Rang |
| Athleten                                                           | Wettbewerbe                        | Rang     | Rang          | Rang          | Rang          | Rang |
| ------------------------------------------------------------------ | ---------------------------------- | -------- | ------------- | ------------- | ------------- | ---- |
| Jungen                                                             |                                    |          |               |               |               |      |
| Dante Vera                                                         | Snowboardcross                     | 10       | ausgeschieden | ausgeschieden | ausgeschieden | 20   |
| Mädchen                                                            |                                    |          |               |               |               |      |
| Morena Arroyo                                                      | Snowboardcross                     | 12       | ausgeschieden | ausgeschieden | ausgeschieden | 23   |
| Mixed                                                              |                                    |          |               |               |               |      |
| Mixed Team 2 Morena Arroyo Sage Stefani Jacob Walper Jack Morrow   | Ski-/Snowboardcross Teamwettbewerb | –        | 3             | ausgeschieden | ausgeschieden | 11   |
| Mixed Team 7 Teodora Iliewa Josefina Valdés Dante Vera Oscar Trygg | Ski-/Snowboardcross Teamwettbewerb | 4        | ausgeschieden | ausgeschieden | ausgeschieden | 18   |